# Paul (Cornwall)
Paul (kornisch: Breweni) ist eine Gemeinde und ein Ort im ehemaligen District Penwith der Grafschaft Cornwall in England. Der Ort selbst liegt innerhalb der derzeitigen Stadtgrenze von Penzance. Jedoch gibt es in Paul einen separaten Gemeinderat, der für die Angelegenheiten der Umgebung verantwortlich ist.

## Geschichte
Ein Großteil der Geschichte von Paul hängt mit der anglikanischen Landeskirche Church of England zusammen. Die Kirche St Pol de Leon in Paul soll von dem keltischen Heiligen Paulinus Aurelianus im Jahre 490 gegründet worden sein (oder etwas später). Paul war zusammen mit Mousehole, Newlyn und Penzance einer der Orte, die 1595 bei einem Überfall der Spanier unter Carlos de Amésquita zerstört wurden.
Im Ort erinnert ein Denkmal an Dolly Pentreath, die letzte bekannte Muttersprachlerin des Kornischen, die dort geboren und begraben wurde. Louis Lucien Bonaparte, ein Sprachforscher und Neffe von Napoléon Bonaparte, ließ das Denkmal 1860 errichten. Die kornischen Schriftsteller Nicholas Boson, Thomas Boson und John Boson sind alle im Kirchhof von Paul begraben. In der Kirche selbst befindet sich ein Epitaphium von John Boson in kornischer Sprache.